# Svenska Serieakademin
Svenska Serieakademin, Serieakademin, är ett litterärt sällskap grundat 1965. Den bildades på initiativ av seriekännaren Sture Hegerfors, i samband med en tidig serieutställning i Stockholm. Svenska Serieakademin har 18 ledamöter – precis som Svenska Akademien. Serieakademin är kanske mest känd för sitt pris Adamsonstatyetten.

## Verksamhet

### Tidiga år
Svenska Serieakademin grundades på initiativ av seriekännaren Sture Hegerfors, i samband med en serieutställning arrangerad av galleristen Bo A. Karlsson. Vid mitten av 1960-talet grundades ett antal organisationer och tidskrifter till stöd för seriemediet. Internationella förebilder fanns bland annat i Italien, där Umberto Eco 1964 hade kommit med sin studie i ämnet, Apocalittici e integrati. Denna följdes av en första seriefestival i badorten Bordighera, innan den första årliga seriefestivalen i Lucca gick av stapeln 1966. I Frankrike deltog flera av filmskaparna i den franska nya vågen i det nya serieintresset. I Sverige föddes Seriefrämjandet 1968, med Sture Hegerfors som dess förste ordförande och grundat "under Serieakademins höga beskydd".[källa behövs]

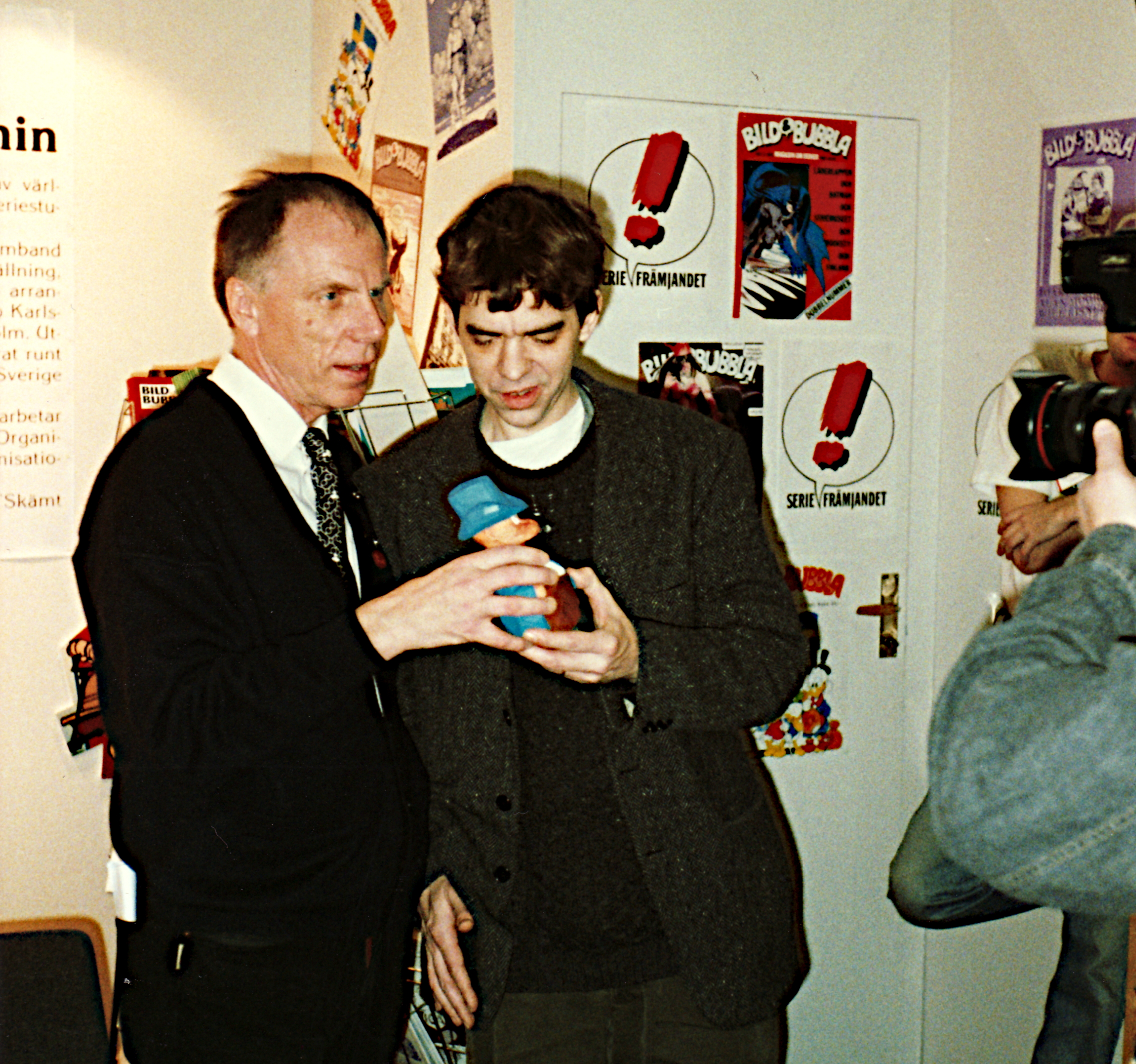
Sture Hegerfors delar ut Adamsonstatyetten till Gunnar Lundkvist, oktober 1994.

### Statyett och kongress
Akademin delar varje år ut Adamsonstatyetten (uppkallad efter den svenska tecknade serien Adamson av Oscar Jacobsson) till en svensk och en utländsk serieskapare. Dessutom har man sedan 1979 årligen delat ut diplom till journalister, översättare, redaktörer med flera.
Adamsonstatyetterna har sedan 1985 delats ut på seriekongressen Comics och därefter under Bok & Bibliotek. Den första Comics-kongressen arrangerades i samband med ett marknadskonvent i Helsingborg och samlade ett stort antal serieveteraner från både USA och Europa. Därefter flyttade seriekongressen över till bokmässan i Göteborg, där den därefter kom att vara en mångårig del av arrangemanget. Sedermera omvandlades Comics till Seriesöndag, fortfarande under Svenska Serieakademins baner. Seriesöndag efterträddes från och med 2010 av Seriescenen, arrangerat av Seriefrämjandet men med Svenska Serieakademins medverkan.

### Övrigt
Svenska Serieakademin har också i begränsad skala varit inblandad i tidskriftsutgivning. Svenska Serieakademins Tidskrift  kom ut vid minst fyra tillfällen – 1/1978, 2/1978, 1/1979 och "Nr 1, årg. 10" (1988).

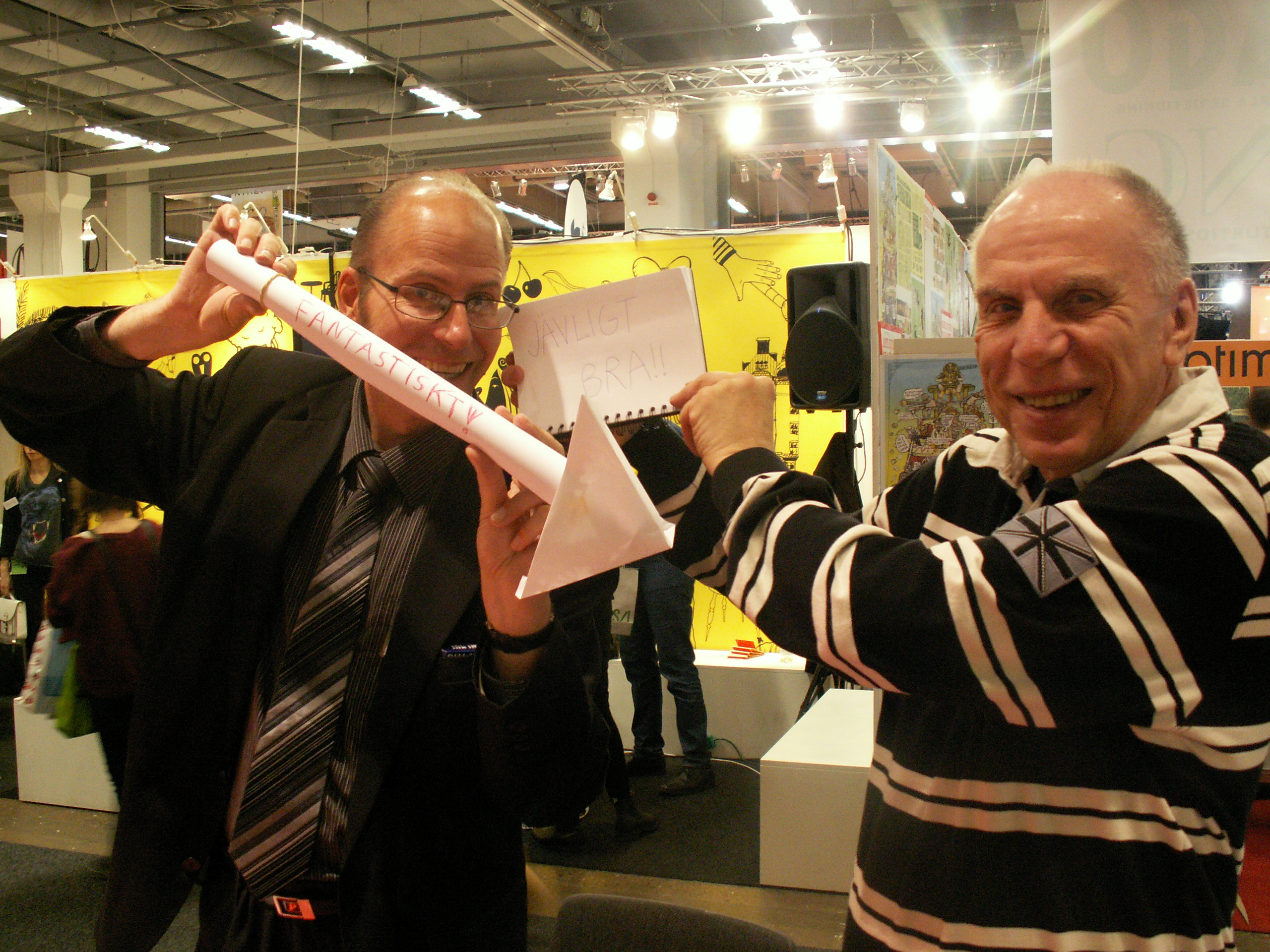
De två akademiledamöterna Pidde Andersson och Sture Hegerfors vid 2012 års bokmässa i Göteborg.

Sture Hegerfors har alltsedan starten varit Svenska Serieakademins president och mest drivande kraft. Bland de olika ledamöterna genom åren märks till exempel Lars-Gunnar Björklund och Lasse Åberg. På senare år (2010-talet) har ledamoten Pidde Andersson tagit hand om en del av nyhetsarbetet och marknadsföringen.
Utöver ledamöterna (se nedan) finns sedan 1990 Svenska Serieakademins Rådsförsamling, med "stödjande och rådgivande funktioner". Enligt den senaste officiella listningen dessa akademiråd Per-Olof Linde (reklamchef, Stockholm), Mark Evans (grafisk formgivare, Stockholm) samt Hans Sidén (journalist, Sävedalen).

## Ledamöter
Svenska Serieakademin har – i likhet med ett känt föredöme – arton ledamöter. Vid bildandet 1965 var dessa följande personer:
1. Sture Hegerfors (president), journalist, Göteborg
2. Bo A. Karlsson, redaktör och gallerist, Stockholm
3. Lars Hillersberg, konstnär, Stockholm
4. Ulf Rahmberg, konstnär, Stockholm
5. Karl-Olov Björk, konstnär, Stockholm
6. Gunnar Ohrlander, journalist, Stockholm
7. Ludvig Rasmusson, journalist, Stockholm
8. Bo Strömstedt, redaktör, Stockholm
9. Lasse O’Månsson, redaktör, Stockholm
10. Leif Nylén, författare, Stockholm
11. Stellan Nehlmark, fil stud (senare serieöversättare), Göteborg
12. Peter Lundberg, fil kand, Göteborg
13. Jan Hannerz, läkare, Stockholm
14. Peter Wanger, läkare, Stockholm
15. Staffan Lund, läkare, Göteborg
16. Kjell Logenius, direktör, Göteborg
17. Lars Becker, direktör, Göteborg
18. Peter Norberg, reklamkonsulent, Göteborg

2023 var dessa arton personer ledamöter i Svenska Serieakademin:
1. Sture Hegerfors (president), författare, Göteborg
2. Elin Jansson, bibliotekarie, Stockholm
3. Lotta Fjelkegård, redaktör, Solna
4. Linda Tranquist, konstpedagog, Ljungby
5. Ray Ojanen, frilans, Göteborg
6. Stig H Wiklund, journalist, Lidingö
7. Klas Danielsson, översättare, Hägersten
8. Lasse Åberg, kreatör, Bålsta
9. Nene Ormes, författare, Malmö
10. Cia Edström, filmkonsulent, Göteborg
11. Per Söderberg, redaktör, Lund
12. Pidde Andersson, journalist, Malmö
13. Thomas Storn, arkivarie, Lund
14. Olle Dahllöf, journalist, Uppsala
15. Johanna Koljonen, författare, Malmö
16. Zara Blidevik, marknadskonsulent, Lilla Edet
17. Rolf Lindby, redaktör och IT-chef, Segeltorp
18. Anna Larsson, formgivare, Göteborg.

Dessutom har under årens lopp följande varit ledamöter av Svenska Serieakademin: Roland Adlerberth (översättare, Lerum), Bengt Anderberg (författare, Bornholm), Lars-Gunnar Björklund (marknadschef, Täby), Sofia Dahlgren (dataspelsutvecklare, Malmö), Ulla Forsén (bibliotekarie, Göteborg), Jan Hemmel (tv-regissör, Malmö), Anna Hultgren (redaktör, Stockholm), Magnus Knutsson (serieförfattare, Lidingö), Sven H G Lagerström (kamrer, Borås), Sven Lidman (lexikograf, Stockholm), Bo Lundin (redaktör, Göteborg), Janne Lundström (redaktör och författare, Farsta), Stig Löfstrand (konsult, Stockholm), Lars Mossberg (teckningslärare, Stockholm), Åke Nelander (statsvetare, Göteborg), Olle Nessle (författare, Sala), Joakim Pirinen (tecknare och författare, Stockholm), Åke Runnquist (förlagsdirektör, Stockholm), Bo H Skoglund (journalist, Götebor), Daniel von Sydow (journalist, Uppsala).